# Ilia Devin
Ilia Maksímovich Devin (en cirílico ruso:Илья́ Макси́мович Де́вин; Sire Теrizmorga, Mordovia, 20 de julio de 1922-Saransk, 13 de noviembre de 1998) fue un escritor mordvino.

## Biografía
De origen labrador, tras luchar en la Segunda Guerra Mundial con el ejército rojo trabajó en radio y prensa. Empezó a escribir de joven y publicó varios poemarios y la novela «Нардише» en 1969.
Le otorgaron varias condecoraciones como la Orden de la Bandera Roja del Trabajo o la Orden de la Amistad de los Pueblos.